# Dendrolagus matschiei
Il canguro arboricolo di Matschie (Dendrolagus matschiei Förster e Rothschild, 1907), noto anche come canguro arboricolo di Huon è un mammifero dell'ordine dei Dipotodonti e appartiene alla famiglia dei Macropodidi, la quale comprende circa 55 specie di canguri, wallaby e loro parenti. Appartiene inoltre al genere Dendrolagus, che comprende circa 10 specie di canguri arboricoli. Questa specie vive nella Penisola di Huon, nella Nuova Guinea nord-orientale. Secondo la classificazione della IUCN, è una specie in pericolo.
Il nome scientifico commemora il biologo tedesco Paul Matschie.

## Caratteristiche fisiche
- Peso: dai 6 ai 9,5 kg

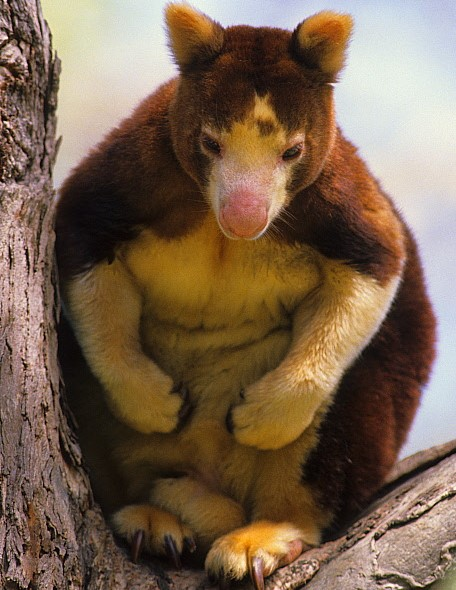
Un primo piano.

- Lunghezza testa-corpo: dai 61 ai 68 cm
- Lunghezza coda: dai 51 ai 68 cm
- Maturità sessuale: ai 2 anni
- Riproduzione: in qualsiasi momento dell'anno.
- Periodo di gestazione: circa 32 giorni
- Permanenza del piccolo nel marsupio: 11-13 mesi
- Numero di piccoli: 1
- Intervallo fra le nascite: circa 13 mesi
- Dieta tipica: felci, frutta e carne
- Vita media: più di 14 anni

Pelliccia: Il pelo del Dendrolago di Huon è fitto e di colore miele; la spirale che crea permette all'acqua di scivolare sull'animale quando è rannicchiato sui rami.
Le orecchie del dendrolago sono tipiche dei canguri che vivono sugli alberi e sono fornite di peluria fitta per mantenere lontani i parassiti che vivono sopra i rami.
Gli occhi sono grandi e permettono una buona visione che consente al Dendrolago di Huon di valutare con precisione la distanza fra un ramo e l'altro.
Il Dendrolago di Huon ha forti artigli che consentono stabilità sui rami e garantiscono di arrampicarsi con facilità; questi artigli però sono utilizzati anche per difesa contro predatori.
Invece di sudare, questo canguro si lecca le zampe anteriori, abbassando così la temperatura corporea.

## Habitat
Il Dendrolago di Huon lo possiamo trovare solamente in Papua Nuova Guinea, nella Penisola di Huon; proprio per questo si chiama in questa maniera.
Vive esclusivamente nelle foreste pluviali ad alte quote, in zone montagnose ad altitudini che variano dai 900 m ai 3000 m.
Trascorre la maggior parte del tempo sugli alberi, da cui scende ogni tanto per nutrirsi.

## Comportamento
Il fisico del Dendrolago è essenzialmente specializzato per la vita arboricola.
I potenti arti, le larghe zampe e i lunghi artigli sono di essenziale importanza per il suo movimento sopra gli alberi.
Grazie alla sua potenza il Dendrolago di Huon compie salti di oltre 10 m e può gettarsi da altezze di circa 20 metri uscendone illeso.
Purtroppo, nonostante sia un potente scalatore, è un animale goffo e la sua sopravvivenza è dovuta probabilmente al fatto che non esistono altre specie animali con gli stessi bisogni alimentari.
Si sposta di notte, mentre di giorno generalmente dorme.
I movimenti e le posizioni che esso compie e può mantenere sono essenzialmente 4:
1. Stare eretto sugli arti posteriori.
2. Saltellare a 4 zampe.
3. Camminare a 4 zampe.
4. Arrampicarsi utilizzando le zampe posteriori per darsi una spinta.

## Alimentazione
Il nutrimento del Dendrolago di Huon è formato da tutto ciò che esso trova a terra e sugli alberi.
Predilige frutti, foglie.
La sua "caccia" al cibo comincia di prima mattina discendendo gli alberi, quando trova cespugli con bacche si ferma per mangiare.
Come tutti i canguri ha uno stomaco a più sacche, essenziale per la digestione delle foglie dure che si trovano nelle foreste.

## Confronto delle spirali sul pelo tra le specie di Dendrolago
Tutte le specie di Dendrolago hanno una calotta simile alla calotta cranica umana, che però posta sotto il pelo del dorso fa sì che l'acqua piovana scivoli via dal pelo.
La posizione della calotte varia a seconda delle specie.
Il Dendrolago Doriano ha la spirale nella parte inferiore del dorso, nel Dendrolago di Huon è a metà del dorso mentre nel Dendrolago grigio è posta sulla nuca.
Oltre a questa spirale, ciò che distingue le tre specie di Dendrolago è il colore il Dendrolago Grigio ha il pelo grigio, il Dendrolago di Huon ha il manto color miele e il Dendrolago Doriano ha sfumature brune.

## Riproduzione
Il periodo di riproduzione del Dendrolago di Huon si estende per tutto l'anno, questo perché nelle foreste tropicali il cibo di cui la madre ha bisogno per alimentare il proprio figlio è reperibile in tutto l'anno.
Il rito di accoppiamento è caratterizzato dai due sessi che si scambiano dei colpetti con le zampe, mentre molto feroce può essere il combattimento tra due Dendrolaghi maschi per conquistarsi la femmina.
Come in tutti i marsupiali il periodo di gestazione è molto breve, poiché lo sviluppo si finalizza nel marsupio della madre. Così è anche per il cucciolo di Dendrolago che appena nato deve trascinarsi verso il marsupio dove cercherà un capezzolo, dopo essersi attaccato a quest'ultimo ne rimarrà attaccato per circa 7 mesi; nel marsupio rimarrà invece circa 10 mesi continuando a succhiare per circa 3 mesi.
Uscirà quindi definitivamente dal marsupio quando avrà circa 13 mesi.

## Protezione
Il Dendrolago di Huon è a rischio poiché l'uomo sta deturpando il suo habitat con la deforestazione.
"Le tribù locali considerano il Dendrolago come una specie da cacciare; i cuccioli vengono spesso allevati come animali domestici"(cit. "Il Fantastico Mondo degli Animali" stampato nell'Unione Europea)